# Thismia
Thismia Griff., 1844 è un genere di piante della famiglia delle Burmanniacee.

## Tassonomia
Il genere comprende le seguenti specie:
- Thismia abei (Akasawa) Hatus.
- Thismia acuminata Hrones, Dancák & Sochor
- Thismia alba Holttum ex Jonker
- Thismia americana N.Pfeiff.
- Thismia angustimitra Chantanaorr.
- Thismia annamensis K.Larsen & Aver.
- Thismia appendiculata Schltr.
- Thismia arachnites Ridl.
- Thismia aseroe Becc.
- Thismia aurantiaca Hareesh & M.Sabu
- Thismia betung-kerihunensis Tsukaya & H.Okada
- Thismia bifida M.Hotta
- Thismia bokorensis Suetsugu & Tsukaya
- Thismia breviappendiculata Nob.Tanaka
- Thismia brunneomitra Hrones, Kobrlová & Dancák
- Thismia brunneomitroides Suetsugu & Tsukaya
- Thismia brunonis Griff.
- Thismia bryndonii Tsukaya, Suetsugu & Suleiman
- Thismia caudata Maas & H.Maas
- Thismia chrysops Ridl.
- Thismia clandestina (Blume) Miq.
- Thismia clavarioides K.R.Thiele
- Thismia claviformis Chantanaorr. & J.Wai
- Thismia cornuta Hrones, Sochor & Dancák
- Thismia coronata Hrones, Dancák & Sochor
- Thismia crocea (Becc.) J.J.Sm.
- Thismia domei Siti-Munirah
- Thismia episcopalis (Becc.) F.Muell.
- Thismia espirito-santensis Brade
- Thismia filiformis Chantanaorr.
- Thismia fumida Ridl.
- Thismia fungiformis (Taub. ex Warm.) Maas & H.Maas
- Thismia gardneriana Hook.f. ex Thwaites
- Thismia gigantea (Jonker) Hrone
- Thismia glaziovii Poulsen
- Thismia gongshanensis Hong Qing Li & Y.K.Bi
- Thismia goodii Kiew
- Thismia grandiflora Ridl.
- Thismia hawkesii W.E.Cooper
- Thismia hexagona Dancák, Hrone, Kobrlová & Sochor
- Thismia hongkongensis Mar & R.M.K.Saunders
- Thismia huangii P.Y.Jiang & T.H.Hsieh
- Thismia hyalina (Miers) Benth. & Hook.f. ex F.Muell.
- Thismia iguassuensis (Miers) Warm.
- Thismia inconspicua Sochor & Dancák
- Thismia janeirensis Warm.
- Thismia javanica J.J.Sm.
- Thismia jianfenglingensis Han Xu, H.J.Yang & S.Q.Fang
- Thismia kelabitiana Dancák, Hrones & Sochor
- Thismia kelantanensis Siti-Munirah
- Thismia kinabaluensis T.Nishioka & Suetsugu
- Thismia kobensis Suetsugu
- Thismia labiata J.J.Sm.
- Thismia laevis Sochor, Dancák & Hrones
- Thismia lanternata W.E.Cooper
- Thismia lauriana Jarvie
- Thismia luetzelburgii Goebel & Suess.
- Thismia macahensis (Miers) F.Muell.
- Thismia megalongensis C.A.Hunt, G.Steenbee. & V.Merckx
- Thismia melanomitra Maas & H.Maas
- Thismia minutissima Dancák, Hrones & Sochor
- Thismia mirabilis K.Larsen
- Thismia mucronata Nuraliev
- Thismia mullerensis Tsukaya & H.Okada
- Thismia neptunis Becc.
- Thismia nigra Dancák, Hrones & Sochor
- Thismia nigricans Chantanaorr. & Sridith
- Thismia nigricoronata Kumar & S.W.Gale
- Thismia okhaensis Luu, Tich, G.Tran & Dinh
- Thismia ophiuris Becc.
- Thismia ornata Dancák, Hrones & Sochor
- Thismia pallida Hrones, Dancák & Rejzek
- Thismia panamensis (Standl.) Jonker
- Thismia prataensis Mancinelli, C.T.Blum & E.C.Smidt
- Thismia puberula Nuraliev
- Thismia racemosa Ridl.
- Thismia ribeiroi Engels, D.F.Silva & Soares-Lopes
- Thismia rodwayi F.Muell.
- Thismia sahyadrica Sujanapal, Robi & Dantas
- Thismia saulensis H.Maas & Maas
- Thismia singeri (de la Sota) Maas & H.Maas
- Thismia submucronata Chantanaorr., Tetsana & Tripetch
- Thismia sumatrana Suetsugu & Tsukaya
- Thismia taiwanensis Sheng Z.Yang, R.M.K.Saunders & C.J.Hsu
- Thismia tectipora Cowie
- Thismia tentaculata K.Larsen & Aver.
- Thismia terengganuensis Siti-Munirah
- Thismia thaithongiana Chantanaorr. & Suddee
- Thismia tuberculata Hatus.
- Thismia viridistriata Sochor, Hrones & Dancák
- Thismia yorkensis Cribb